# Interstate 205 Bike Path

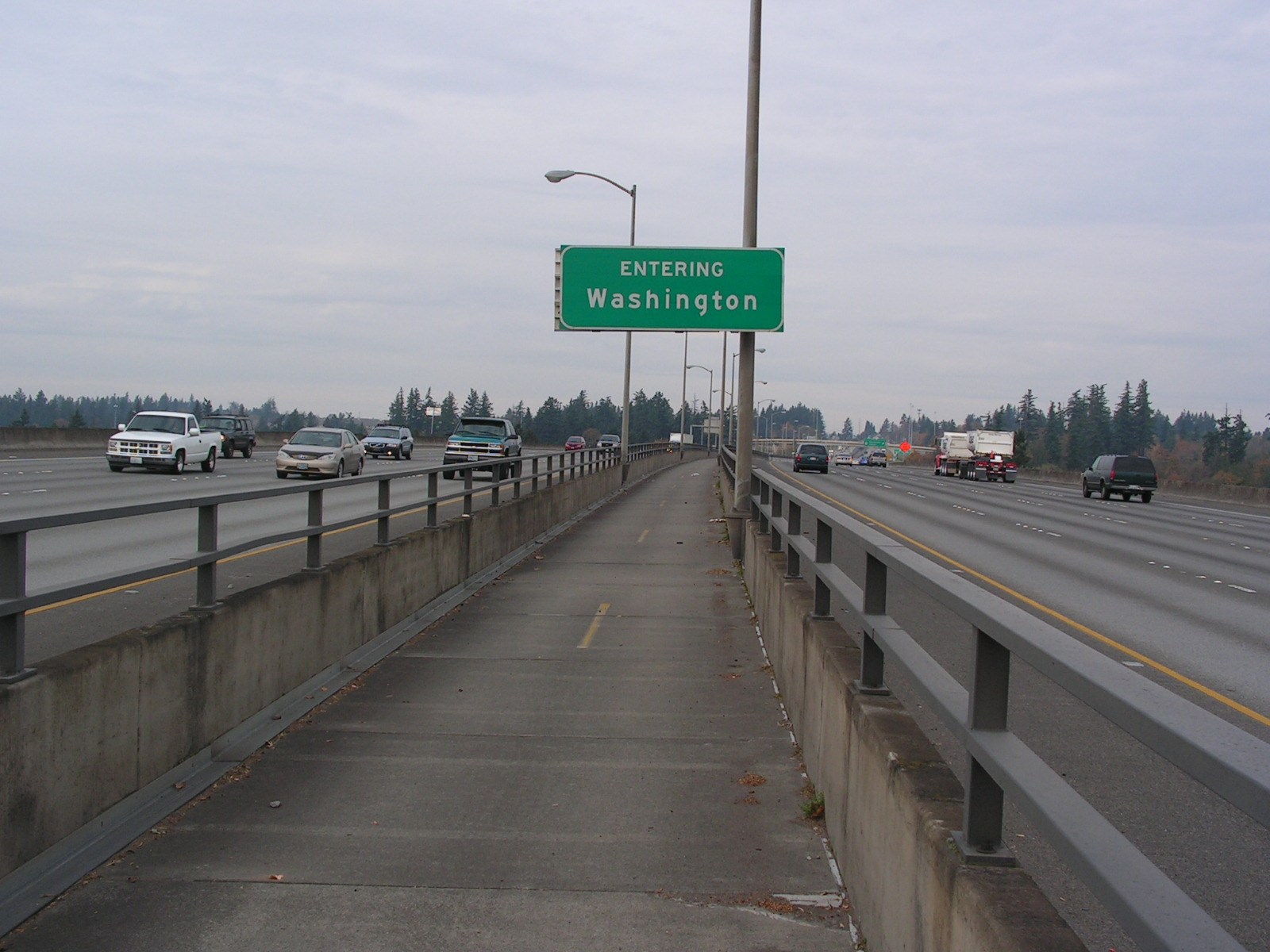
A I-205 Bike Path cruzando a Glenn Jackson Bridge.

A Interstate 205 Bike Path é uma pista de bicicletas e pedestres ao longo da Interstate 205 de Vancouver, Washington a Oregon City, Oregon, Estados Unidos. É paralela à I-205 Transitway.
Tem superfície pavimentada.
Foi construída na década de 1980.

## Localizações
| Lugar                      | Localização                   |
| -------------------------- | ----------------------------- |
| North end                  | 45° 36′ 16″ N, 122° 33′ 22″ O |
| Government Island          | 45° 34′ 59″ N, 122° 32′ 37″ O |
| Marine Drive trail         | 45° 34′ 14″ N, 122° 32′ 52″ O |
| I-84 intersection I-205    | 45° 32′ 50″ N, 122° 33′ 35″ O |
| Gateway Transit Center     | 45° 31′ 49″ N, 122° 33′ 50″ O |
| Powell Blvd                | 45° 29′ 53″ N, 122° 34′ 00″ O |
| Springwater Corridor       | 45° 28′ 21″ N, 122° 33′ 58″ O |
| SE Fuller Rd MAX Station   | 45° 27′ 13″ N, 122° 34′ 25″ O |
| Clackamas Town Center mall | 45° 26′ 07″ N, 122° 34′ 04″ O |
| Clackamas Promenade        | 45° 25′ 55″ N, 122° 34′ 01″ O |
| South end                  | 45° 25′ 07″ N, 122° 34′ 17″ O |